# Fernando Girão
Fernando Girao est un chanteur brésilien né à São Paulo.
Ses parents, tous deux dans la musique (père guitariste, compositeur, arrangeur, producteur et mère chanteuse), l’ont entraîné entre São Paulo et Rio de Janeiro. 
Il commence sa carrière à 14 ans dans le rock et crée au Portugal le groupe Pentagono.
Il participe à plusieurs projets de télévision, dont l’Eurovision.
Fernando Girao part en Angola, enregistre son premier album et reste 3 ans en Afrique. Après un bref passage au Portugal, Fernando décide de venir en France où il se produira dans plusieurs salles parisiennes et européennes.
Il parcourt plusieurs pays, tels que les États-Unis, le Maroc, les Pays-Bas, l’Angleterre.
Il développe un travail de “langage  particulier” avec plus de 500 mots, une forme d’expression sonore où celui qui écoute « invente » sa propre histoire en fonction de ce qu’il entend et de sa propre sensibilité.
Il compose, écrit, interprète des musiques de shows, soap opéra, de ballets... et également pour de nombreux artistes de part et d’autre dans le monde, et en produit certains.
Il a joué avec les plus grands musiciens, notamment avec ceux de Miles Davis : Chick Corea, Herbie Hancock, Wayne Shorter, ainsi qu’avec le groupe Weather Report.
Son dernier album, Come and Try my Love, est déjà sorti sur iTunes et sera bientôt disponible sur plus de 700 plates-formes.